# Bion 7
O Bion 7 (em russo: Бион 7), também referenciado como Kosmos 1667, foi um satélite soviético de pesquisas biológicas. Ao todo, o satélite cumpriu missões científicas de nove países. Foi lançado em 10 de julho de 1985 do Cosmódromo de Plesetsk, União Soviética (atualmente na Rússia), mediante um foguete Soyuz.
O satélite levou consigo dois macacos rhesus chamado Gordyy e Oomka (ou Verny e Gordy), dez ratos adultos e dez tritões. A pesquisa com macacos ficou focada em investigações de fluxos sanguíneos, bem como efeitos de radiação. Os tritões tinha parte de suas patas dianteiras amputadas e seus cristalinos removidos para se estudar a possível taxa de recuperação humana de lesões sofridas no espaço. Um equipamento monitorou a troca de energia durante o aparecimento de moscas de ninfas, 1500 moscas drosophila foram levadas com esse objetivo. O satélite também levou consigo milho, sementes de açafrão e peixes em um aquário. A missão terminou após sete dias.

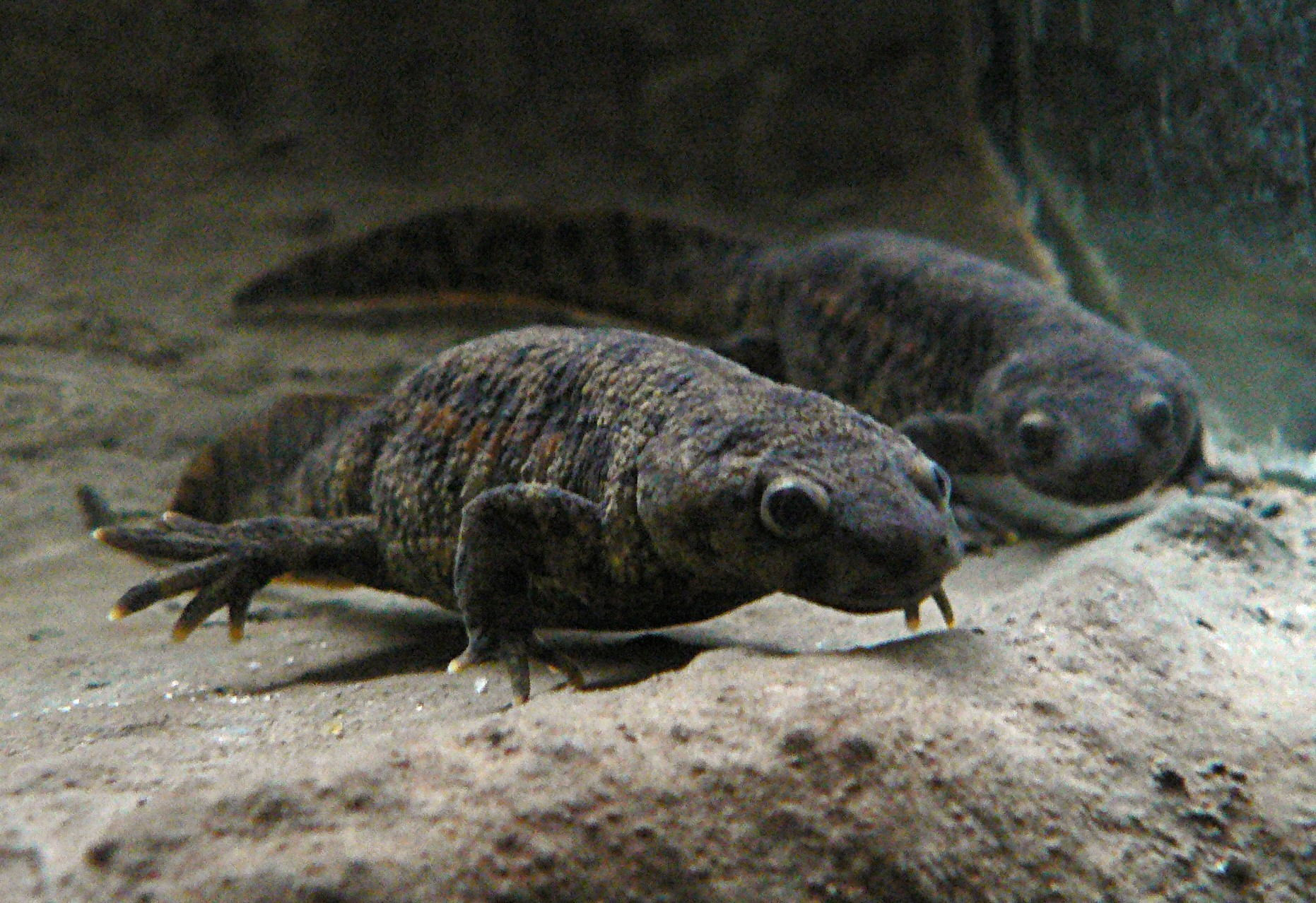
Pleurodeles waltl, espécie que orbitou a terra dentro do satélite Bion 7.